# Cubitus du meilleur tonneau
Cubitus du meilleur tonneau est le premier tome de la série de bande dessinée Cubitus, créée par Dupa. Paru le 1er janvier 1972, cet album contient 48 pages, illustrant chacune un gag différent mettant en scène Cubitus.

## Résumé
Dans cet album, Cubitus marche encore à quatre pattes et de la fourrure lui recouvre les yeux. Il ressemble donc encore à un vrai chien et n'a pas encore l'apparence anthropomorphique qui le caractérisera par la suite, bien que dans certains gags il s'en rapproche déjà fortement. Un jeune garçon, nommé Marcellin, neveu de Sémaphore, accompagne le héros au travers de ses gags, mais ce personnage, dont on ne sait pas grand-chose, finira par disparaître totalement de la série peu après.